# Senna sophera
Senna sophera là một loài thực vật có hoa trong họ Đậu. Loài này được (L.) Roxb. miêu tả khoa học đầu tiên.